# Scout's Safari
Scout's Safari é um seriado norte-americano da década de 2000 estrelado por Anastasia Baranova. Gravado e ambientado na África, a série conta a história de Jennifer "Scout", típica garota da cidade de Nova Iorque que de repente é obrigada a se mudar para a África do Sul com sua mãe e seu meio irmão. Uma produção original do Discovery Kids, no Brasil foi exibido pelo canal pago Boomerang a partir de 2007, com o título Uma Novaiorquina na África.

## Sinopse
Quando seu pai consegue um trabalho temporário de fotógrafo pelo mundo, a urbangirl Scout se vê obrigada a se mudar para uma rústica cidade da África do Sul, onde vive sua mãe, uma estudiosa, com seu novo marido e filho, meio-irmão caçula de Scout. No início não é nada fácil se adaptar à nova realidade totalmente diferente do que ela desejava, mas conforme o tempo Scout aprende coisas fascinantes da cultura africana. Ingressando numa nova escola, ela se torna amiga de Bongani, um descendente da tribo Zulu. Scout também descobre que herdou de sua bisavó o dom de compreender o que os animais sentem e querem, e acaba desenvolvendo uma afinidade fascinante com a fauna africana.

## Episódios
| Temporada | Temporada | Episódios | Exibição original      | Exibição original       |
| Temporada | Temporada | Episódios | Estreia da temporada   | Final da temporada      |
| --------- | --------- | --------- | ---------------------- | ----------------------- |
|           | 1         | 13        | 5 de outubro de 2002   | 15 de fevereiro de 2003 |
|           | 2         | 13        | 13 de setembro de 2003 | 7 de fevereiro de 2004  |